# Владимирские губернские ведомости
«Влади́мирские губе́рнские ве́домости» (рус. дореф. Владимірскія губернскія вѣдомости) — первое периодическое печатное издание и официальная газета Владимирской губернии.

## История
Первый номер газеты вышел 8 (20) января 1838 года.
Как и другие Губернские ведомости газета состояла из официальной и неофициальной частей. В Положении о порядке дел в Губернских Правлениях от 3 июня 1837 года отмечалось следующее: «§ 86. Для облегчения и сокращения в порядке сношений Губернского Правления, и доставления как присутственным местам и должностным лицам, так и вообще всем и каждому, удобнейшего средства получать в надлежащее время сведения о постановлениях и распоряжениях Губернского Начальства, а равно и других предметах, следующих к общему сведению, издаются при каждом Губернском Правлении особые Губернские Ведомости. § 87. Губернские Ведомости разделяются на две части: оффициальную и не оффициальную». В § 88 положения были перечислены темы, которые следовало рассматривать в официальной части, а в § 89 речь шла о предметах неофициальной части. В первой под названием «Часть Оффиціальная» публиковались правительственные и губернские информационные и законодательно-распорядительные материалы. Вторая часть называлась «Прибавление къ Владимірскимъ Губернскимъ Ведомостямъ» была посвящена различным новостным заметкам о событиях в жизни губернии, а также значительное место уделялось краеведению, а также здесь публиковались исторические, географические, статистические материалы. В то же время в газете запрещалось печатать какие-либо материалы на политические темы.
Первым главным редактором неофициальной части стал производитель дел статистического комитета В. З. Богословский. Он занимался размещением в газете работ членов комитета, включая и их заметки о различных интересных событиях которые произошли за последнее время в губернии.
С января 1838 по 1839 год главным редактором неофициальной части являлся Д. В. Небаба.
А. И. Герцен во время своей ссылки 30 января 1838 года был назначен главным редактором и автором неофициальной части. В полном собрании сочинений были помещены 15 его газетных статей. Благодаря Герцену в газете было опубликовано большое количество материалов и документов по истории Владимирской губернии, включая различные очерки о Владимире, Суздале, Шуе, а также описания древнейших памятников зодчества, трактат о развитии промышленности в Вязниках и другое.
С середины 1839 года главным помощником Герцена в неофициальной части становится Я. Е. Протопопов, который после возвращения первого из ссылки в 1840—1843 годах сам становится главным редактором. При Протопопове неофициальная часть газеты стала углублённо заниматься краеведением и превратилась в центр местных краеведов. Краевед А. В. Смирнова отмечал: «В. А. Борисов, В. И. Доброхотов, К. Н. Тихонравов и др. должны быть признаны его учениками». Сам Протопопов в период с 1839 по 1843 годы написал в общей сложности около 50 статей в газету.
В 1843—1846 годах главным редактором неофициальной части был И. И. Способин, в 1846—1849 годах — М. А. Кротков, в 1849—1853 годах — В. И. Доброхотов. С 23 апреля 1853 года — К. Н. Тихонравов. В 1879 году начиная с № 28 — И. П. Проскура. В 1879 году начиная с № 43 — Н. А. Артлебен. В 1882 году начиная с № 15 — А. Альбицкий.
Тихонравов сумел добиться того, что газета стала одним из лучших периодических изданий по широте охвата опубликованных археологических и этнографических исследований и материалов, как и ранее неизданных исторических документов. А самому Тихомирову принадлежит около 700 материалов, опубликованных в Ведомостях. За это он получил прозвище «владимирского Нестора-летописца».
Тихонравов создал новые отделы городских известий и вестей из провинции, а также сеть собственных корреспондентов в уездах, что способствовало превращению газеты в издание насыщенное местной тематикой. Кроме того он смог увеличить тираж издания с 250 экземпляров до 2000, а число частных подписчиков довести до 300 человек. М. Н. Мазаев в Энциклопедическом словаре Брокгауза и Ефрона отмечал, что в то время когда главными редакторами были Тихонравов и Артлебен «требование на газету увеличилось до 2000 экз.».
Известными сотрудниками газеты являлись В. А. Борисов, К. А. Веселовский, П. И. Гаврилов, иеромонах Иоасаф (Гапонов), И. А. Голышев, П. И. Гундобин, Д. И. Дмитревский, И. М. Лядов, Н. И. Шаганов. В 1856 году в газете работал М. Е. Салтыков-Щедрин.
Газета была закрыта в 1917 году.
Правопреемником «Владимирских губернских ведомостей» себя считает созданная в 1990 году газета «Владимирские ведомости».